# 那覇手
那覇手（なはて、ナーファディー）とは、首里手、泊手と並ぶ唐手（現・空手道）の三大系統の一つである。主に琉球王国第一の商業街であり、貿易港もあった那覇（現・那覇市）に住む人々によって継承、発展した。

## 概要
那覇の久米村（くにんだ）には、14世紀末、当時の明の福建省莆田から「閩（びん）人三十六姓」と呼ばれる人々が移住してきた。これら三十六姓の末裔は、その後の琉球王国の歴史を通じて、進貢使、通訳（通事）等の重職につくなど、中国との外交・貿易において大いに活躍した。那覇手はこれらの外交や交易に従事する士族、商人が海賊からの略奪から生命財産を守る為に中国本土や琉球を訪れた中国人から中国武術を学び、さらに発展させたものであると考えられる。
那覇手はその土地柄から百姓手（ヒャクショーディー、“平民の手”という意味）とも言われ士族が担い手だった首里手と対比されることもあるが、明治以前の那覇手は湖城（こぐすく）家など、閩人三十六姓の末裔と言われる久米村士族を中心に発展した。
那覇手に関する最古の記録としては鄭姓湖城殿内の謝名利山が明朝期（1565年-1572年）に南京の国子監に入学し、手の達人であったとの記録がある。
蔡姓湖城家湖城流の伝承では流祖・湖城親方が1665年頃に中国において中国拳法を学んだ後、帰国して一族に伝授したとされる。他の記録でも確認できるかぎりでは、湖城流の四代目、湖城以正が中国の「イワァー（偉伯）」に師事したという伝承がある。イワァーは北京王宮の武官だったとも、冊封使つきの侍従武官だったともいわれるが、詳細は不明である。このイワァーからは首里手の佐久川寛賀や松村宗棍も学んだとされる。
蔡姓湖城殿内からは、他にも湖城以幸（1836年 - 1907年）や湖城大禎（1838年 - 1917年）、湖城以昌（1848年 - 1910年）といった唐手家が出ている。
このことから那覇手は鄭姓湖城殿内、蔡姓湖城殿内などを中心とした久米村士族や那覇士族において伝承されてきたと考えられている。鄭姓屋部親雲上は新垣世璋の師とされている。
琉球処分前後には鄭姓真栄里蘭芳（1838年 - 1904年）、林姓新垣世璋（1840年 - 1920年）と新参慎姓東恩納寛裕(1849年-1922年)などの唐手家が知られており、彼らは1866年、冊封使節のため御茶屋御殿で催された祝賀会でセーサンやスーパーリンペーなどの型を演武した記録や那覇大綱引きでの騒乱を鎮めた新聞記事が残っている。
宮城長順が記した「唐手道概説」（昭和11年）には、1828年（文政11年、清朝道光8年）に支那福建省の中国拳法が伝来し、それが剛柔流に継承されているとの記述があるが、この年に具体的にどういった事績があったのかは不明である。
明治以降の那覇手の使い手としては東恩納寛量が挙げられる。口伝で東恩納は新垣世璋に師事した後、渡清し中国武術の大家・ルールーコウに学んだとされる。しかし、剛柔流・糸東流の型の一部は東恩納寛量の渡清以前に沖縄にあったことが明らかになっている。、また、ルールーコウという人物の実在性も疑問視する研究家もいる。
劉衛流は那覇湧田の崎山喜徳と一緒に渡清した仲井間憲里が流祖である。崎山の弟子には国吉真吉がおり、その系統には中村茂の沖縄拳法が存在する。
劉衛流、沖縄拳法には那覇系の形が含まれているので那覇系に属して良いが、湖城流は独自なので那覇系に組み込まれているのには疑問を感じる。どちらかといえば首里系と考えるのが妥当である。久米士族がすべて那覇手ではなく、それぞれの一族により異なる拳法を継承したと考えられる。久米士族の手は各一族の個人手が実態である。湖城流が那覇手に組み込まれているのは、ほとんどが藤原稜三の著作（格闘技の歴史、対談・近代空手道の歴史を語る）などからの抜粋であり、現実の湖城流には那覇系の形がない。只、湖城大禎が那覇手をやっていたと伝わっているが噂なので信憑性に欠ける話である。
今日の那覇手は、沖縄拳法と劉衛流をのぞけば、ほとんどが東恩納寛量の系統であり、彼の弟子には宮城長順（剛柔流）、許田重発（東恩流）、摩文仁賢和（糸東流）などがおり、今日の日本空手界の大きな一角を担っている。また、許田重発は母方の親戚にあたる東恩納寛裕からセーサンを伝授されている。
　
沖縄拳法を泊手と呼称している団体もあるが、創始者の中村茂は糸洲安恒や花城長茂に師事した後、国吉真吉に師事、さらに喜屋武朝徳や本部朝基にも師事している。この事から分かるように沖縄拳法は糸洲の首里手と崎山の那覇手の系列と考えられる。
下記の那覇手の系統図は、剛柔流の系統は正しいが湖城流は那覇手ではなく湖城手で単独の拳法である。剛柔流の形は無く、首里手の形は一部あるがほとんどが独特な形で構成され組み手も独自である。